# Tadeusz Krotke

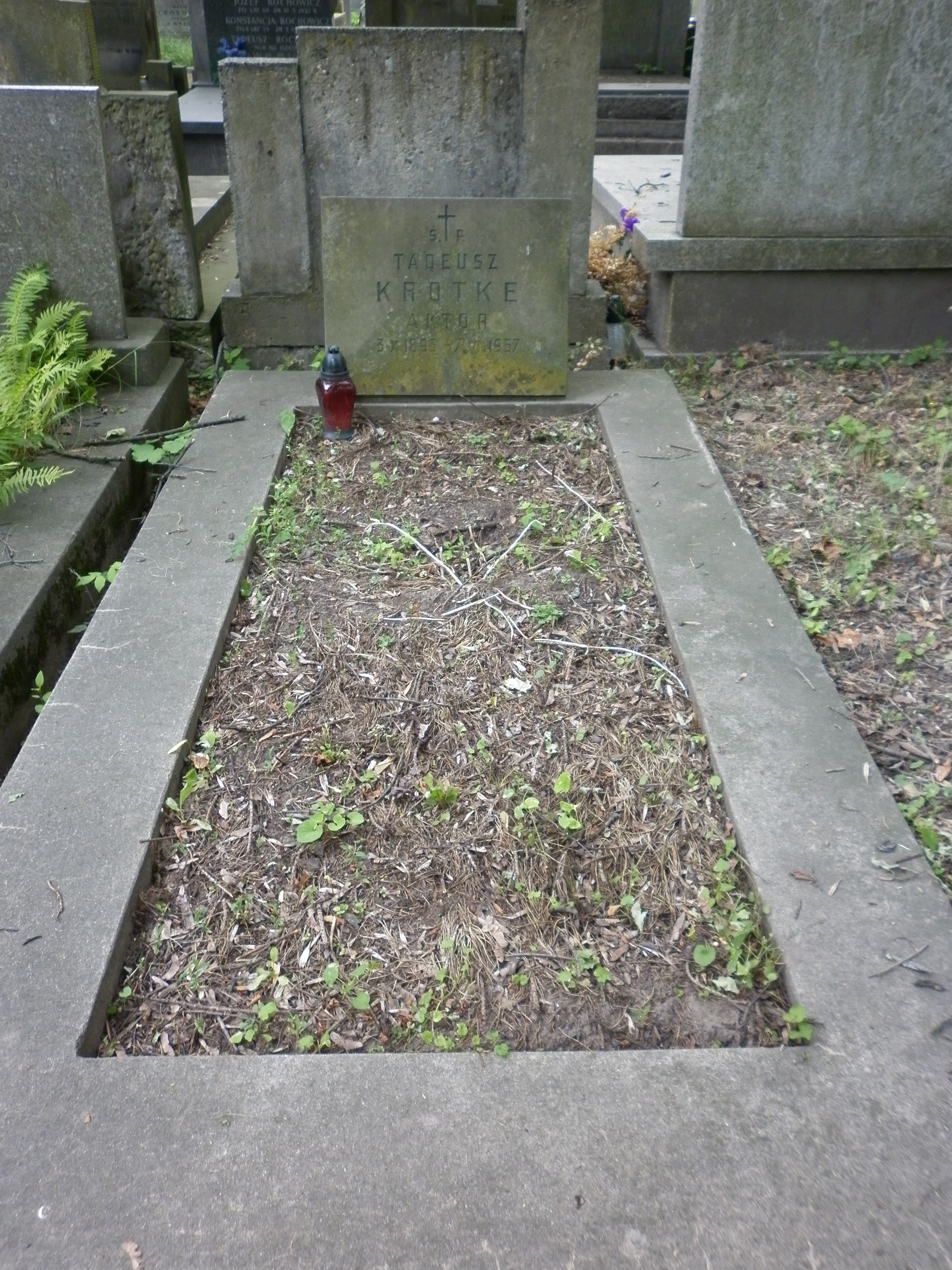
Tadeusza Krotke na cmentarzu Powązkowskim

Tadeusz Krotke (ur. 3 października 1893 w Warszawie, zm. 7 czerwca 1957 tamże), polski aktor, w latach 1938-1939 i 1945-1949 dyrektor Teatru im.Adama Mickiewicza w Częstochowie.
Był synem Feliksa Krotkego. W 1914 ukończył Klasę Dramatyczną przy Warszawskim Towarzystwie Muzycznym. W czasie I wojny światowej został przymusowo ewakuowany do Rosji, gdzie w 1915–1916 występował w Teatrze Polskim w Moskwie. Po powrocie do kraju w 1918–1922 występował w Teatrach Miejskich w Warszawie. Pochowany na cmentarzu Powązkowskim w Warszawie (kwatera 101-1-29).